# Alver (cratère)
Pour les articles homonymes, voir Alver.
Alver est un cratère d'impact présent sur la surface de Mercure. 
Le cratère fut ainsi nommé par l'Union astronomique internationale en 2013 en hommage à la poétesse estonienne Betti Alver. 
Son diamètre est de 151,49 km. Il se situe dans le quadrangle de Bach (quadrangle H-15) de Mercure. C'est un des nombreux cratères complexes à anneau central (« peak ring ») de la planète,. 